# Chrysotrichia ganjie
Chrysotrichia ganjie är en nattsländeart som beskrevs av Wells och Huisman 1993. Chrysotrichia ganjie ingår i släktet Chrysotrichia och familjen smånattsländor. Inga underarter finns listade i Catalogue of Life.